# ゾフィー・メンター

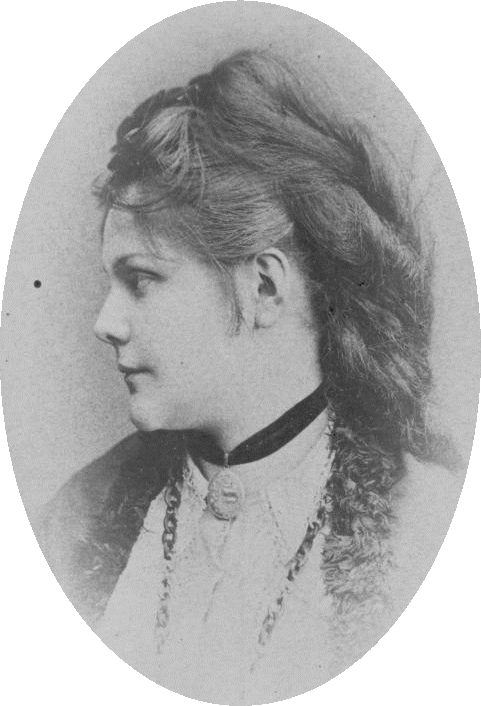
ゾフィー・メンター

ゾフィ・メンター（Sophie Menter, 1846年7月29日 – 1918年2月23日）は、ドイツのピアニスト兼作曲家。聴き手を興奮に誘なう強烈な演奏様式ゆえに、当時の最高のヴィルトゥオーゾの一人に数えられ、パリでは「リストの再来（フランス語: l'incarnation de Liszt）」と呼ばれた。
フランツ・リストの愛弟子で、リストが唯一認めた女流ピアニストであった。リストとの間に1人の子を出産しており、その子孫が現在ピアニスト兼作曲家として活動するミヒャエル・アンドレアス・ハリンガー（2001年 - ）である。また彼女は、1872年から1886年には、チェリスト兼作曲家のダーヴィト・ポッパーと婚姻関係にあった。

## 略歴
チェリストのヨーゼフ・メンターを父に、オペラ歌手のヴィルヘルミーネ・ディーポルトを母にミュンヘンに生まれる。ピアノをさしあたってジークムント・レーベルトに、後にフリードリヒ・ニーストに師事。15歳でカール・マリア・フォン・ウェーバーの《コンツェルトシュテュック ヘ短調》を、フランツ・ラハナーの指揮の下で演奏した。最初の演奏会のために、シュトゥットガルトやフランクフルト、スイスを歴訪し、1867年にはライプツィヒのゲヴァントハウスにおいて、フランツ・リストのピアノ曲の解釈で称賛されるようになった。ベルリンでは、リスト門下の高名なピアニストのカール・タウジヒの面識を得て、タウジヒやハンス・フォン・ビューローの指導を受けた後、1869年に自らもリストに弟子入りした。1872年から1886年にかけてチェリストのダーヴィト・ポッパーと結婚している。1881年に初めて訪英し、2年後にはロイヤル・フィルハーモニー協会の名誉会員として顕彰された。1883年にサンクトペテルブルク音楽院のピアノ教授に迎えられたが、1886年に辞職して演奏活動を継続させた。
ミュンヘン近郊のシュトックドルフにて逝去した。

## 受容と評価
リストはメンターを「ピアノ界にいるただ一人の愛娘」と呼んでいた。リストは「彼女に肩を並べることのできる女性は誰もいない」と宣言して、とりわけ彼女の「歌う手」を評価したのである。音楽評論家でピアニストでもあった作曲家のヴァルター・ニーマンは、メンターの演奏様式を、「超絶技巧と優雅さの融合。大きく円やかで豊かなリストばりの音。火のように烈しい気性。鍵盤をつかむ男勝りの力強さ。柔軟性。首尾一貫して際立った造形力。これらは、気魄と技巧とが渾然一体となって創り上げているものだ」と評している。ジョージ・バーナード・ショーは、1890年にメンターの演奏に接して、「彼女が創り出す荘厳な印象に、パデレフスキは遙かに及ばない。（中略）メンター女史は、際だってすばしこく演奏しているように思えるが、他の多くの演奏家と比べても、耳が追うことのできないほど速いというわけでもない。1音1音の打鍵や意味合いがはっきりしているからこそ、彼女の演奏は否も応もなくかくも猛烈になるのだ」と記した。
メンターは人気ゆえに、他のピアニストが取り上げようとしない楽曲で成功を収めた。例えば1869年には、世界初演の大失敗から12年ぶりにリストの《ピアノ協奏曲 変ホ長調》をウィーンで弾いている。あるリサイタルでは、「狂詩曲」と題された楽曲ばかりを特集したこともある。その時は、リストの《ハンガリー狂詩曲》から第2番、第6番、第12番の3曲と、その他の作曲家からの抜粋が組み合わされていた。 
もっぱら華麗な様式でピアノ曲の作曲も手懸けたが、作曲家としての才能については「お粗末」と評されている。
ピョートル・チャイコフスキーは、メンターと親しく交流して、彼の《協奏的幻想曲 ト長調》の総譜をメンターに献呈している（ただし彼の初期のピアノ譜は、アンナ・エシポワに献呈と記されている）。1892年9月には、オーストリアのメンターの許に滞在した際は、メンターの《ハンガリーのジプシーの旋律（ドイツ語: Ungarische Zigeunerweisen）》を「ハンガリー様式の協奏曲」として、ピアノと管弦楽のためのオーケストレーションを施し、それから4ヵ月後にオデッサで初演を指揮した。ただし一説には、《ハンガリーのジプシーの調べ》はフランツ・リストが若い頃に作曲した作品であったか、もしくは少なくともリストの手が入っていたかであったのだが、メンターはチャイコフスキーにそのことを隠したかったのだと論じられている。メンターはリストとの間に子を授かっていることからも、リストとは特別に親密な関係にあったわけで、リストの未発表の作品であったりリストが大部分を書いた可能性を想定することは容易である。例えば、リスト研究者として世界で初めてリストの全ピアノ作品の録音を完成させた大家レスリー・ハワードのリスト・ピアノ曲全集の録音においても、同作はリストの実作曲として扱われている。